# 19회 농심 신라면배 세계바둑 최강전
19회 농심 신라면배 세계바둑 최강전은 대한민국, 중국, 일본의 대항전으로 대한민국이 우승했다.  

## 대국 결과
| 대국 | 대국일자 | 대국일자  | 차전  | 장소                          | 승자          | 패자                 | 결과             | 기보 |
| ---- | -------- | --------- | ----- | ----------------------------- | ------------- | -------------------- | ---------------- | ---- |
| 1    | 2017년   | 9월 19일  | 1차전 | 중국 선양 완다문화호텔        | 신민준 六단   | 판팅위 九단          | 298수 백 3집반승 |      |
| 2    | 2017년   | 9월 20일  | 1차전 | 중국 선양 완다문화호텔        | 신민준 六단   | 위정치 七단          | 179수 흑 불계승  |      |
| 3    | 2017년   | 9월 21일  | 1차전 | 중국 선양 완다문화호텔        | 신민준 六단   | 저우루이양 九단      | 145수 흑 불계승  |      |
| 4    | 2017년   | 9월 22일  | 1차전 | 중국 선양 완다문화호텔        | 신민준 六단   | 쉬자위안 七단        | 196수 백 불계승  |      |
| 5    | 2017년   | 11월 24일 | 2차전 | 부산 농심호텔                 | 신민준 六단   | 천야오예 九단        | 295수 백 4집반승 |      |
| 6    | 2017년   | 11월 25일 | 2차전 | 부산 농심호텔                 | 신민준 六단   | 야마시타 게이고 九단 | 228수 백 불계승  |      |
| 7    | 2017년   | 11월 26일 | 2차전 | 부산 농심호텔                 | 당이페이 九단 | 신민준 六단          | 232수 백 불계승  |      |
| 8    | 2017년   | 11월 27일 | 2차전 | 부산 농심호텔                 | 당이페이 九단 | 이치리키 료 八단     | 151수 흑 불계승  |      |
| 9    | 2017년   | 11월 28일 | 2차전 | 부산 농심호텔                 | 당이페이 九단 | 김명훈 五단          | 231수 흑 불계승  |      |
| 10   | 2018년   | 2월 26일  | 3차전 | 중국 상하이 그랜드센트럴 호텔 | 당이페이 九단 | 이야마 유타 九단     | 182수 백 불계승  |      |
| 11   | 2018년   | 2월 27일  | 3차전 | 중국 상하이 그랜드센트럴 호텔 | 당이페이 九단 | 신진서 八단          | 212수 백 불계승  |      |
| 12   | 2018년   | 2월 28일  | 3차전 | 중국 상하이 그랜드센트럴 호텔 | 김지석 九단   | 당이페이 九단        | 333수 백 반집승  |      |
| 13   | 2018년   | 3월 1일   | 3차전 | 중국 상하이 그랜드센트럴 호텔 | 김지석 九단   | 커제 九단            | 217수 흑 불계승  |      |

결과: 대한민국 우승 (8승 3패, 박정환 九은 출전하지 않음), 중국 준우승 (5승 5패), 일본 3위 (0승 5패)